# Dave Mullins (Animator)

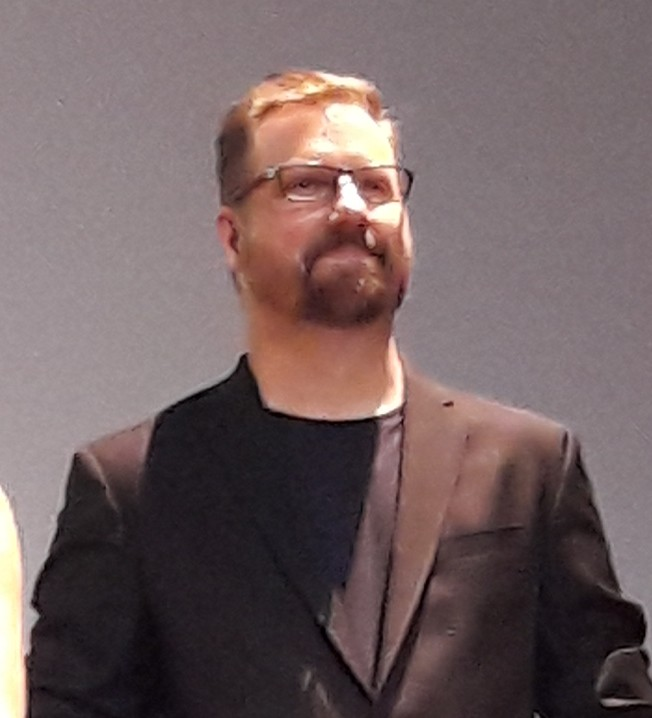
Dave Mullins (2017)

Dave Mullins (* vor 1994) ist ein US-amerikanischer Animator, der für seine Regiearbeit War Is Over! Inspired by the Music of John & Yoko (2023) einen Oscar erhielt.

## Karriere
Dave Mullins begann im Jahr 1994 im Filmstab zu arbeiten, so wirkte er bei der Fernsehserie Thunder in Paradise, mit Hulk Hogan in der Hauptrolle, mit. 1998 war er als Animator für den Abenteuerfilm Mein großer Freund Joe mit Charlize Theron und Bill Paxton in den Hauptrollen verantwortlich. Im Jahr darauf wirkte er das erste Mal an einem Zeichentrickfilm mit, dies war bei dem 38. abendfüllenden Zeichentrickfilm von Walt Disney Fantasia 2000. Seit 2001 arbeitet er bei Filmen von Pixar mit, wie zum Beispiel Die Monster AG, Findet Nemo, Die Unglaublichen – The Incredibles, Cars und den beiden Fortsetzungen, Ratatouille, Oben, Merida – Legende der Highlands, Alles steht Kopf und Coco – Lebendiger als das Leben!, die alle bei verschiedenen Oscarverleihungen Nominierungen bzw. Auszeichnungen erhielten.
Seit dem Jahr 2005 wirkte er zudem an Kurzfilmen mit, wie zum Beispiel Die Ein-Mann-Band oder Hook und das Geisterlich. Er hat seitdem auch immer den Wunsch geäußert, selbst bei einem Kurzfilm Regie zu führen. Diesen Wunsch erfüllte ihm John Lasseter im Jahr 2012. Für seinen dann im Jahr 2017 veröffentlichten Kurzfilm Lou erhielten er und Dana Murray bei der Oscarverleihung 2018 eine Oscarnominierung in der Kategorie „Bester animierter Kurzfilm“. Die Oscar-Auszeichnung erhielten jedoch Glen Keane und Kobe Bryant für ihren Kurzfilm Dear Basketball, der die Kindheitsträume bis hin zur 20-jährigen Karriere von Bryant zeigt. 2024 wurde Mullins in dieser Kategorie für den Film War Is Over! Inspired by the Music of John & Yoko gemeinsam mit Brad Booker ausgezeichnet.

## Filmografie (Auswahl)
- 1994: Thunder in Paradise (Fernsehserie, 21 Episoden)
- 1998: Mein großer Freund Joe (Mighty Joe Young)
- 1999: Fantasia 2000
- 1999: Stuart Little
- 2001: Die Monster AG (Monsters, Inc.)
- 2003: Findet Nemo (Finding Nemo)
- 2004: Die Unglaublichen – The Incredibles (The Incredibles)
- 2005: Die Ein-Mann-Band (One Man Band, Kurzfilm)
- 2006: Hook und das Geisterlicht (Kurzfilm)
- 2006: Cars
- 2007: Ratatouille
- 2009: Oben (Up)
- 2011: Cars 2
- 2012: Merida – Legende der Highlands (Brave)
- 2015: Arlo & Spot (The Good Dinosaur)
- 2015: Alles steht Kopf (Inside Out)
- 2017: Coco – Lebendiger als das Leben! (Coco)
- 2017: Cars 3: Evolution (Cars 3)
- 2017: Lou (Kurzfilm)
- 2018: Die Unglaublichen 2 (Incredibles 2)
- 2020: Soul
- 2023: War Is Over! Inspired by the Music of John & Yoko